# Матрична тотожність Вудбурі
 Матрична тотожність Вудбері
{\displaystyle (A+UCV)^{-1}=A^{-1}-A^{-1}U\left(C^{-1}+VA^{-1}U\right)^{-1}VA^{-1},}
де матриці A розміру n×n, U розміру n×k, C розміру k×k і V розміру k×n.
Використовується для обернення блочної матриці.

## Доведення через систему матричних рівнянь
Розв'язуючи систему матричних рівнянь
{\displaystyle {\begin{bmatrix}A&U\\V&-C^{-1}\end{bmatrix}}{\begin{bmatrix}X\\Y\end{bmatrix}}={\begin{bmatrix}I\\0\end{bmatrix}}}
Отримаємо систему з двох рівнянь {\displaystyle AX+UY=I} та {\displaystyle VX-C^{-1}Y=0}, вилучимо Y з першого рівняння: {\displaystyle (A+UCV)X=I}.
Перетворимо перше рівняння так {\displaystyle X=A^{-1}(I-UY)}, і підставимо його в друге рівняння {\displaystyle VA^{-1}(I-UY)=C^{-1}Y}.
Отримаємо {\displaystyle VA^{-1}=(C^{-1}+VA^{-1}U)Y}, чи {\displaystyle (C^{-1}+VA^{-1}U)^{-1}VA^{-1}=Y}.
Підставимо Y в {\displaystyle AX+UY=I}, і отримаємо {\displaystyle AX+U(C^{-1}+VA^{-1}U)^{-1}VA^{-1}=I}. Отримаємо
{\displaystyle (A+UCV)^{-1}=X=A^{-1}-A^{-1}U\left(C^{-1}+VA^{-1}U\right)^{-1}VA^{-1}.}

## Доведення через LDU розклад матриці
В матриці
{\displaystyle {\begin{bmatrix}A&U\\V&C\end{bmatrix}}}
для обнулення елемента під A (дано що A невироджена) домножимо зліва на ліву трикутну матрицю,
а для обнулення елемента над C домножимо справа на праву трикутну матрицю.
Отримаємо LDU розклад блочної матриці
{\displaystyle {\begin{bmatrix}I&0\\-VA^{-1}&I\end{bmatrix}}{\begin{bmatrix}A&U\\V&C\end{bmatrix}}{\begin{bmatrix}I&-A^{-1}U\\0&I\end{bmatrix}}={\begin{bmatrix}A&0\\0&C-VA^{-1}U\end{bmatrix}}}
Проінвертуємо обидві сторони і перенесемо трикутні матриці направо
| {\displaystyle {\begin{bmatrix}A&U\\V&C\end{bmatrix}}^{-1}} | {\displaystyle ={\begin{bmatrix}I&A^{-1}U\\0&I\end{bmatrix}}^{-1}{\begin{bmatrix}A&0\\0&C-VA^{-1}U\end{bmatrix}}^{-1}{\begin{bmatrix}I&0\\VA^{-1}&I\end{bmatrix}}^{-1}}           |
|                                                             | {\displaystyle ={\begin{bmatrix}I&-A^{-1}U\\0&I\end{bmatrix}}{\begin{bmatrix}A^{-1}&0\\0&(C-VA^{-1}U)^{-1}\end{bmatrix}}{\begin{bmatrix}I&0\\-VA^{-1}&I\end{bmatrix}}}            |
|                                                             | {\displaystyle ={\begin{bmatrix}A^{-1}+A^{-1}U(C-VA^{-1}U)^{-1}VA^{-1}&-A^{-1}U(C-VA^{-1}U)^{-1}\\-(C-VA^{-1}U)^{-1}VA^{-1}&(C-VA^{-1}U)^{-1}\end{bmatrix}}\qquad \mathrm {(1)} } |
Також можна записати UDL розклад блочної матриці (дано що C невироджена)
{\displaystyle {\begin{bmatrix}I&-UC^{-1}\\0&I\end{bmatrix}}{\begin{bmatrix}A&U\\V&C\end{bmatrix}}{\begin{bmatrix}I&0\\-C^{-1}V&I\end{bmatrix}}={\begin{bmatrix}A-UC^{-1}V&0\\0&C\end{bmatrix}}}
Знову проінвертуємо обидві сторони і перенесемо трикутні матриці направо
| {\displaystyle {\begin{bmatrix}A&U\\V&C\end{bmatrix}}^{-1}} | {\displaystyle ={\begin{bmatrix}I&0\\C^{-1}V&I\end{bmatrix}}^{-1}{\begin{bmatrix}A-UC^{-1}V&0\\0&C\end{bmatrix}}^{-1}{\begin{bmatrix}I&UC^{-1}\\0&I\end{bmatrix}}^{-1}}           |
|                                                             | {\displaystyle ={\begin{bmatrix}I&0\\-C^{-1}V&I\end{bmatrix}}{\begin{bmatrix}(A-UC^{-1}V)^{-1}&0\\0&C^{-1}\end{bmatrix}}{\begin{bmatrix}I&-UC^{-1}\\0&I\end{bmatrix}}}            |
|                                                             | {\displaystyle ={\begin{bmatrix}(A-UC^{-1}V)^{-1}&-(A-UC^{-1}V)^{-1}UC^{-1}\\-C^{-1}V(A-UC^{-1}V)^{-1}&C^{-1}V(A-UC^{-1}V)^{-1}UC^{-1}+C^{-1}\end{bmatrix}}\qquad \mathrm {(2)} } |
Порівняємо елементи (1,1) матриць (1) та (2) і отримаємо тотожність Вудбері:
{\displaystyle \ (A-UC^{-1}V)^{-1}=A^{-1}+A^{-1}U(C-VA^{-1}U)^{-1}VA^{-1}.}

## Часткові випадки
Якщо n = k та U = V = In, тоді
{\displaystyle \left(\mathbf {A} +\mathbf {C} \right)^{-1}=\mathbf {A} ^{-1}-\mathbf {A} ^{-1}\mathbf {C} \left(\mathbf {C} +\mathbf {CA} ^{-1}\mathbf {C} \right)^{-1}\mathbf {CA} ^{-1}.}
Якщо k = 1 та C = Ik, тоді U буде вектором-стовпцем u, та V буде вектором-рядком vT.  Тоді
{\displaystyle \left(\mathbf {A} +\mathbf {uv} ^{\mathrm {T} }\right)^{-1}=\mathbf {A} ^{-1}-{\frac {\mathbf {A} ^{-1}\mathbf {uv} ^{\mathrm {T} }\mathbf {A} ^{-1}}{1+\mathbf {v} ^{\mathrm {T} }\mathbf {A} ^{-1}\mathbf {u} }}} — має назву формули Шермана — Моррісона.
Якщо A = In та C = Ik, тоді
{\displaystyle \left(\mathbf {I} _{n}+\mathbf {UV} \right)^{-1}=\mathbf {I} _{n}-\mathbf {U} \left(\mathbf {I} _{n}+\mathbf {VU} \right)^{-1}\mathbf {V} ,}
зокрема, справедливо
{\displaystyle \left(\mathbf {I} +\mathbf {uv} ^{\mathrm {T} }\right)^{-1}=\mathbf {I} -{\frac {\mathbf {uv} ^{\mathrm {T} }}{1+\mathbf {v} ^{\mathrm {T} }\mathbf {u} }}.}